# مجله بساتسو شونن
مجله بساتسو شونن (ژاپنی: 別冊少年マガジン هپبورن: Bessatsu Shōnen Magajin) یک مجله‌ی هفتگی مانگا است که کودانشا انتشارات آن را انجام می‌دهد.
این مجله در سال ۲۰۰۹ به عنوان اسپین آفی از دیگر مجله‌های کودانشا هفته‌نامه شونن مگزین، شروع به کار کرد. قابل توجه است که مانگای حمله به تایتان، در این مجله منتشر می‌شود.